# Otto von Zweigbergk

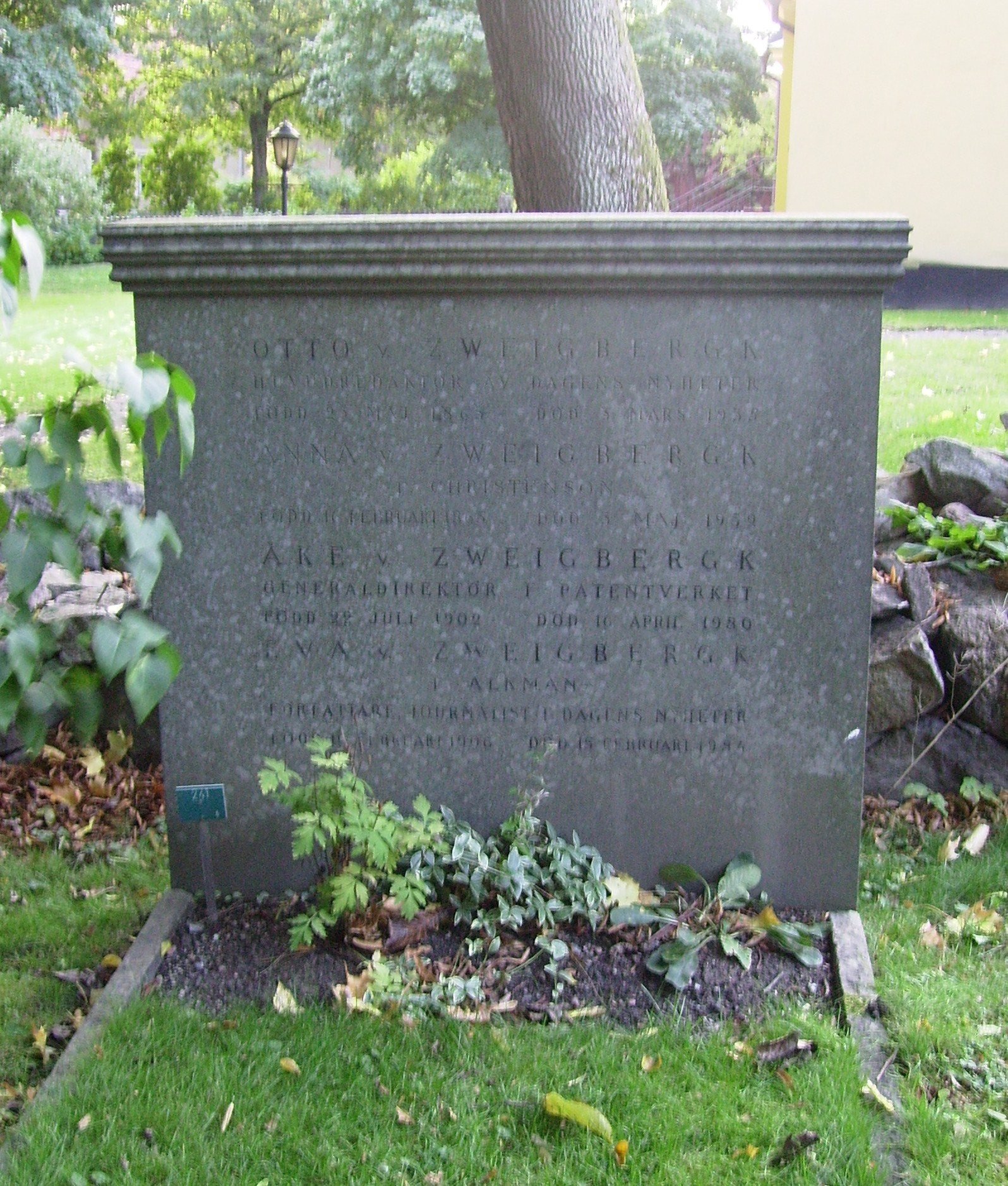
Otto von Zweigbergks gravvård på Solna kyrkogård.

Otto Ferdinand von Zweigbergk (i riksdagen kallad von Zweigbergk i Stockholm), född 23 maj 1863 i Skölvene socken, död 3 mars 1935 i Stockholm, var en svensk publicist och politiker (liberal). Han var gift med Anna von Zweigbergk, morfar till Jan Wallander och Christopher Jolin och farfar till Martin von Zweigbergk.

## Biografi
von Zweigbergk, som var son till en agronom, började studera vid Uppsala universitet 1882 och tillhörde där de ledande i den liberala och radikala studentmiljön, bland annat som en av grundarna till studentföreningen Verdandi. Han avlade filosofie licentiatexamen 1889 och började därefter en bana som tidningsman. Han arbetade vid Dagens Nyheter en tid 1890, därefter vid Aftonbladet 1890–1894 och tidningen Småland 1894–1896 innan han återkom till Dagens Nyheter som tidningens huvudredaktör 1898–1921. Han var Publicistklubbens ordförande 1898 och var därefter Svenska vänsterpressföreningens förste ordförande under åren 1905–1917.
Han var starkt engagerad i den liberala rörelsen och var vice ordförande i Frisinnade landsföreningen till 1913. Han var riksdagsledamot i första kammaren 1915–1919 för Kristianstads läns valkrets och tillhörde i riksdagen, som representant för Frisinnade landsföreningen, Liberala samlingspartiet. I riksdagen var han bland annat ledamot av konstitutionsutskottet 1918–1919.
Otto von Zweigbergks memoarer om tiden på Dagens Nyheter utgavs i bokform 1952.
Erik Palmstierna karakteriserar honom:
| ”                         | Hans yttranden voro alltid lysande till formen, eftertänksamt väl framförda och präglade av en koncis, logisk tankegång. Det var tider, då man avvaktade 'Zweis' ledare med en verklig spänning och njöt av deras kulturella elegans och deras rapierstötars träffsäkerhet. | „ |
| – Palmstierna 1950, s. 90 | |   |